# Qualificações para o Campeonato Europeu de Futebol Sub-21 de 2011/Grupo 7
As selecções concorrentes no Grupo 7 das Qualificações para o Campeonato Europeu de Futebol Sub-21 de 2011 Foram 
pertencentes à Sérvia, Croácia, Noruega, Eslováquia e Chipre.

## Tabela Classificativa
| Selecção   | Pts | J | V | E | D | GM | GS | +/- |
| ---------- | --- | - | - | - | - | -- | -- | --- |
| Croácia    | 13  | 6 | 4 | 1 | 1 | 11 | 7  | +4  |
| Eslováquia | 11  | 6 | 3 | 2 | 1 | 8  | 7  | +2  |
| Sérvia     | 9   | 5 | 3 | 0 | 2 | 8  | 7  | +1  |
| Noruega    | 4   | 5 | 1 | 1 | 3 | 8  | 10 | -2  |
| Chipre     | 3   | 6 | 1 | 0 | 5 | 4  | 9  | -5  |

| Cores da tabela                      |
| apuramento directo para os play-offs |
| não se qualificou                    |

## Jogos
| 7 de Junho 2009 | Croácia | 0 - 2     | Chipre              | Estádio Poljud, Split         |
| 17:30           |         | Relatório | Kolokoudias 12' 39' | Árbitro: POL Hubert Siejewicz |

| 10 de Junho 2009 | Noruega                          | 2 - 2     | Eslováquia               | Viking Stadion, Stavanger |
| 18:00            | Berget 52' (g.p.) · Larsen 90+1' | Relatório | Sylvestr 26' · Juhar 75' | Árbitro: UKR Moseychuk    |

| 12 de Agosto 2009 | Chipre           | 1 - 3     | Noruega                                         | Estádio Dasaki, Áquena     |
| 19:00             | Efrem 80' (g.p.) | Relatório | Singh 29' · Elyounoussi 58' · Katsis 66' (p.b.) | Árbitro: PRT Carlos Xistra |

| 5 de Setembro 2009 | Sérvia       | 1 - 2     | Eslováquia             | Karađorđe Stadium, Novi Sad |
| 16:30              | Bosančić 73' | Relatório | Gergel 55' · Lačny 90' | Árbitro: SCO Alan Muir      |

| 5 de Setembro 2009 | Noruega    | 1 - 3     | Croácia                       | Fredrikstad stadion, Fredrikstad |
| 18:30              | Berget 19' | Relatório | Jajalo 12' 55' · Kramarić 82' | Árbitro: FRA Philippe Kalt       |

| 9 de Setembro 2009 | Eslováquia   | 1 - 0     | Chipre | Štadión FK Senica, Senica     |
| 16:30              | Sylvestr 68' | Relatório |        | Árbitro: IRL Anthony Buttimer |

| 9 de Setembro 2009 | Noruega | 0 - 1     | Sérvia          | Fredrikstad stadion, Fredrikstad |
| 18:00              |         | Relatório | Milanović 90+2' | Árbitro: WAL Simon Lee Evans     |

| 9 de Outubro 2009 | Sérvia                      | 2 - 0     | Chipre | Stadion Detelinara Novi Sad, Novi Sad |
| 15:00             | Milanović 18' · Aleksić 89' | Relatório |        | Árbitro: GEO Levan Paniashvili        |

| 13 de Outubro 2009 | Croácia                                  | 3 - 1     | Sérvia    | Varaždin Arena, Varaždin  |
| 17:30              | Oremus 32' · Kramarić 52' · Ljubicic 83' | Relatório | Tomić 69' | Árbitro: GER Manuel Gräfe |

| 14 de Outubro 2009 | Chipre | 0 - 1     | Eslováquia | Dasaki Stadium, Akhna       |
| 16:00              |        | Relatório | Stoch 46'  | Árbitro: ISR Menashe Masiah |

| 15 de Novembro 2009 | Sérvia                | 3 - 2     | Noruega                     | Estádio Karađorđe, Novi Sad |
| 12:00               | Sulejmani 42' 52' 72' | Relatório | Forren 2' · Elyounoussi 34' | Árbitro: ITA Mauro Bergonzi |

| 18 de Novembro 2009 | Eslováquia   | 1 - 2     | Croácia                | Štadión FC ViOn, Zlaté Moravce |
| 16:30               | Sylvestr 48' | Relatório | Kalinić 28' · Vida 86' | Árbitro: NIR Mark Courtney     |

| 19 de Maio 2010 | Croácia     | 1 - 1     | Eslováquia | Stadion Anđelko Herjavec, Varaždin |
| 17:30           | Rakitić 32' | Relatório | Ďuriš 30'  | Árbitro: RUS Vladimir Pettay       |

## Artilharia
| 3 golos - SRB Miralem Sulejmani - SVK Jakub Sylvestr 2 golos - CRO Andrej Kramarić - CRO Domagoj Vida - CRO Ivan Rakitić - CYP Georgios Kolokoudias - NOR Jo Inge Berget - NOR Tarik Elyounoussi - SRB Milan Milanović | 1 golo - CYP Dimitris Christofi - CYP Georgios Efrem - CRO Krešo Ljubicic - CRO Mato Jajalo - CRO Mirko Oremus - CRO Nikola Kalinić - SVK Martin Juhar - SVK Michal Ďu - SVK Miloš Lačny | 1 golo (cont.) - SVK Miroslav Stoch - SVK Roman Gergel - NOR Harmet Singh - NOR Peter Orry Larsen - NOR Vegard Forren - SRB Danijel Aleksić - SRB Miloš Bosančić - SRB Nemanja Tomić |

golo contra
- CYP Antonis Katsis (para a  Noruega)